# Termietenheuvel

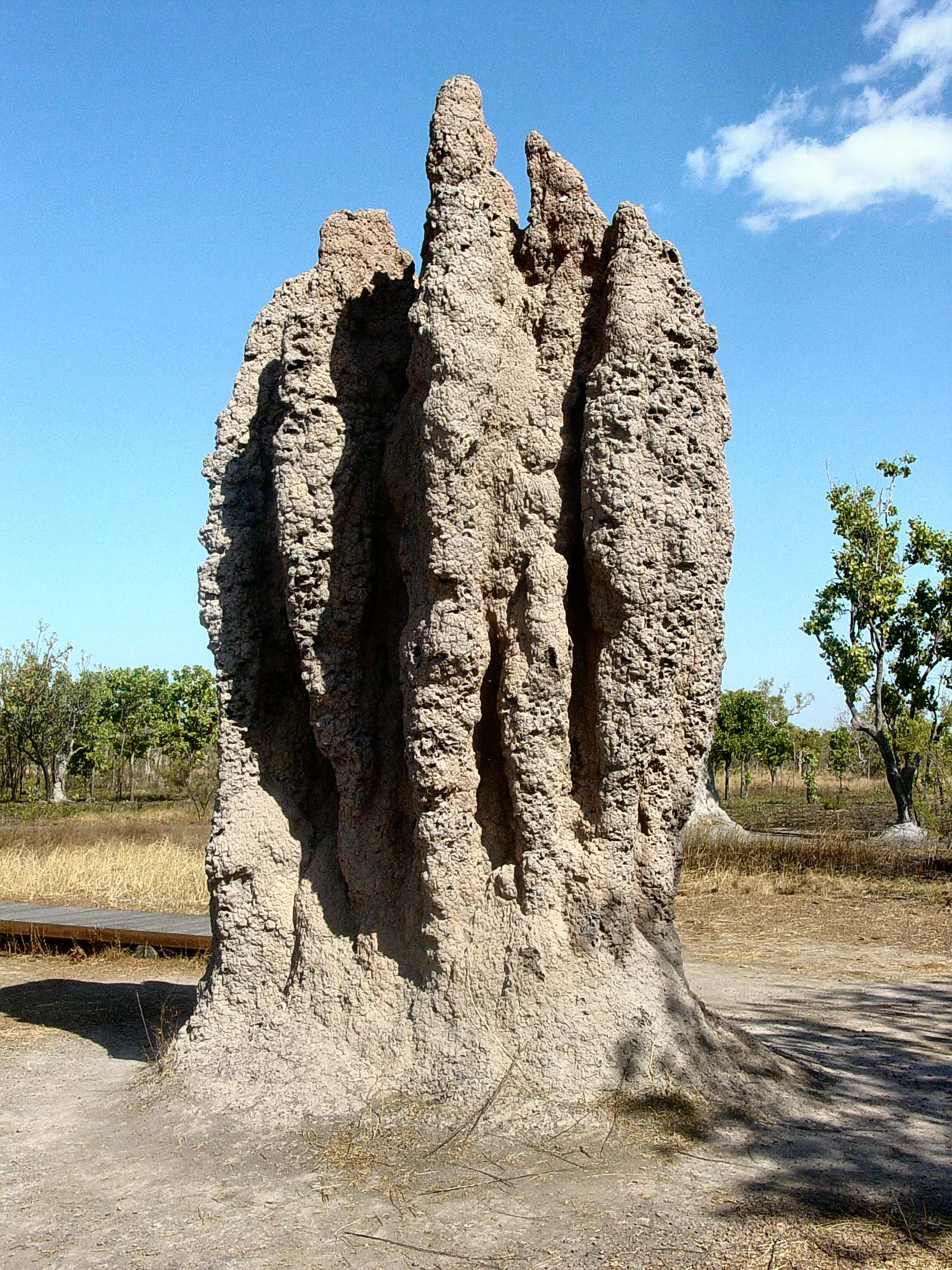
Een termietenheuvel in Noordelijk Territorium (Australië)

Een termietenheuvel is de woonplaats van een kolonie termieten. Deze heuvels kunnen grote afmetingen bereiken: in Australië zijn er termietenheuvels van 10 meter hoog aangetroffen.
Een Ethiopische geoloog heeft in 2004 aanwijzingen gepubliceerd dat er een correlatie bestaat tussen de samenstelling van termietenheuvels en die van de bodem. Op die manier zouden termietenheuvels kunnen helpen bij het zoeken naar onder andere goud, koper en mangaan.

## Bouw
De termietenheuvel bestaat uit aarde (vaak modder) en droog gras als bindmiddel. Binnenin bevindt zich een doolhof van gangen en kamers. Meestal bouwen termieten rond een omgevallen boom of een boomstronk en worden deze heuvels niet hoger dan 2 à 3 meter. Andere heuvels worden rond een rots gebouwd en kunnen hoger zijn.
Een termietenheuvel kan zowel onder als boven de grond gebouwd zijn, soms zelfs allebei. De voornaamste delen zijn:
- De ingang
- De broedkamers met eieren
- De kamers van de soldaten en werksters
- De kamer van de koningin
- Verluchtingsgangen voor luchttoevoer en circulatiestroming
- De ruimtes waar de schimmels verzorgd worden[2]

## Vorm en temperatuurbepaling
De vorm kan kegelvormig, koepelvormig of onregelmatig zijn. De hopen hebben soms typische en uitgesproken vormen, zoals die van de kompastermiet (Amitermes meridionalis), die lange wigvormige hopen met een noord-zuid-georiënteerde as bouwen. Experimenteel is aangetoond dat deze richting een efficiëntere warmteregeling in de hand werkt. De kolom van hete lucht die in de bovengenoemde grondhopen toeneemt, drijft luchtcirculatiestromen binnen in het ondergrondse netwerk. De structuur van deze hopen kan vrij complex zijn. 
De temperatuurcontrole is essentieel voor die soorten die schimmeltuinen cultiveren, maar ook voor het verzorgen van de jonge insecten. De temperatuur in een termietenheuvel schommelt rond de 35°C.
In sommige delen van de Afrikaanse savanne overheersen bovengrondse termietenheuvels het landschap. In sommige delen van de Busangavlakte, in het noordoosten van de Zambiaanse Kafuevlakte, domineren kleine hopen van ongeveer 1 meter diameter met een dichtheid van ongeveer 100 heuvels per hectare het terrein. Per hectare is er ook één reuzentermietenheuvel met een diameter van ongeveer 25 meter. Gedurende het lokale regenseizoen zijn deze heuvels op satellietbeelden van hoge resolutie zichtbaar.

## Ouderdom
Termietenheuvels kunnen duizenden jaren oud worden. In 2024 vonden onderzoekers van de Universiteit van Stellenbos  in het grensgebied van Zuid-Afrika en Namibië exemplaren van 16.000 tot 34.000 jaar oud en nog steeds bewoond. De ouderdom werd vastgesteld door middel van C14-datering. In Brazilië werden eerder heuvels van 4000 jaar oud gevonden.

## Afbeeldingen

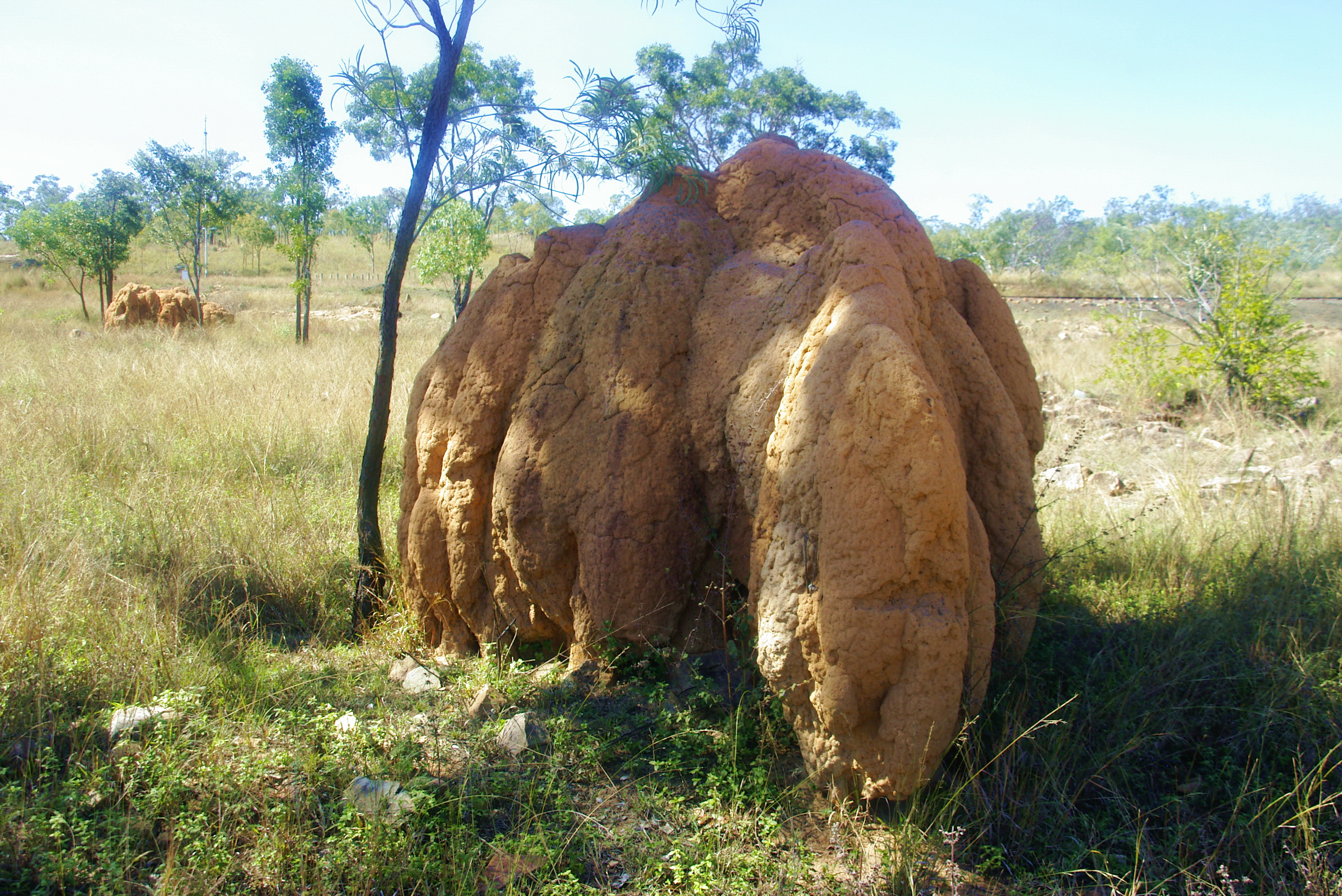
Een termietenheuvel in Queensland (Australië)
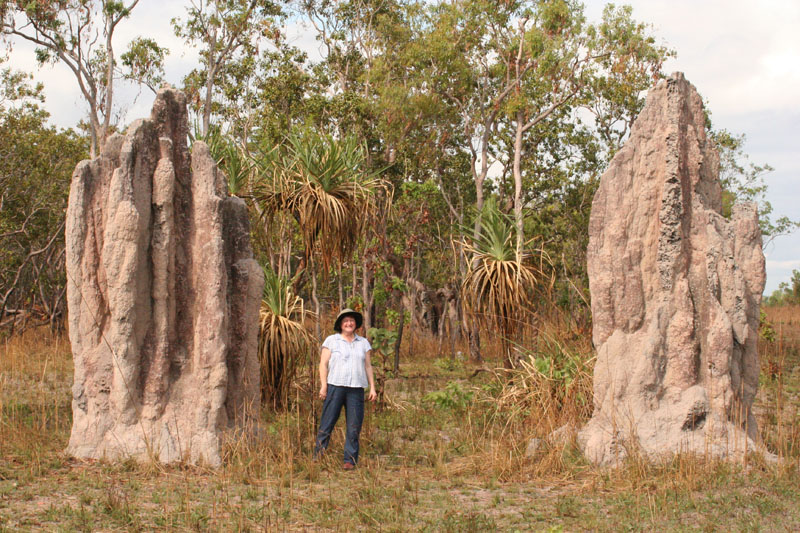
Termietenheuvels in het Noordelijk Territorium